# Литвиново (Пригороднаволость)
Литвиново (рос. Литвиново) — присілок в Опочецькому районі Псковської області Російської Федерації.
Населення становить 12 осіб. Входить до складу муніципального утворення Пригородна волость.

## Історія
Від 2015 року входить до складу муніципального утворення Пригородна волость.

## Населення
| 2001 | 2002 | 2010 | 2012 | 2013 | 2014 | 2015 |
| ---- | ---- | ---- | ---- | ---- | ---- | ---- |
| 22   | ↘12  | ↘7   | ↗14  | ↘13  | →13  | →13  |
| 2016 |      |      |      |      |      |      |
| ↘12  |      |      |      |      |      |      |